# WTA Palm Springs
Das WTA Palm Springs (offiziell: Congoleum Classic) ist ein ehemaliges Damen-Tennisturnier der WTA Tour, das in der Stadt Palm Springs, Kalifornien, Vereinigte Staaten, ausgetragen wurde.

## Siegerliste

### Einzel
| Jahr                                                                     | Siegerin       | Finalgegnerin   | Ergebnis |
| ------------------------------------------------------------------------ | -------------- | --------------- | -------- |
| 1976                                                                     | Chris Evert    | Françoise Dürr  | 6:1, 6:2 |
| 1977 und 1978 fanden in Palm Springs die WTA Series Championships statt. |                |                 |          |
| 1983                                                                     | Yvonne Vermaak | Carling Bassett | 6:3, 7:5 |

### Doppel
| Jahr                                                                     | Siegerinnen                     | Finalgegnerinnen             | Ergebnis |
| ------------------------------------------------------------------------ | ------------------------------- | ---------------------------- | -------- |
| 1976                                                                     | Chris Evert Martina Navratilova | Billie Jean King Betty Stöve | 6:2, 6:4 |
| 1977 und 1978 fanden in Palm Springs die WTA Series Championships statt. |                                 |                              |          |
| 1983                                                                     | Kathy Jordan Ann Kiyomura       | Dianne Balestrat Betty Stöve | 6:2, 6:2 |